# Système de zones humides Ilene et Presterødkilen
Le système de zones humides Ilene et Presterødkilen  est une réserve naturelle norvégienne et un site Ramsar qui est située dans le municipalité de Tønsberg, dans le comté de Vestfold.

## Description
Ce système de zones humides se compose de deux réserves naturelles séparées, de chaque côté de Tønsberg : 
- La réserve naturelle d'Ilene créée le 2 novembre 1981 [3]
- La réserve naturelle de Presterødkilen créée le 4 juillet 1969 [4]

Les deux réserves naturelles sont constituées de vastes zones humides, et une grande partie d'entre elles sont des zones peu profondes qui sont exposées à marée basse. Les deux zones forment un site Ramsar combiné.

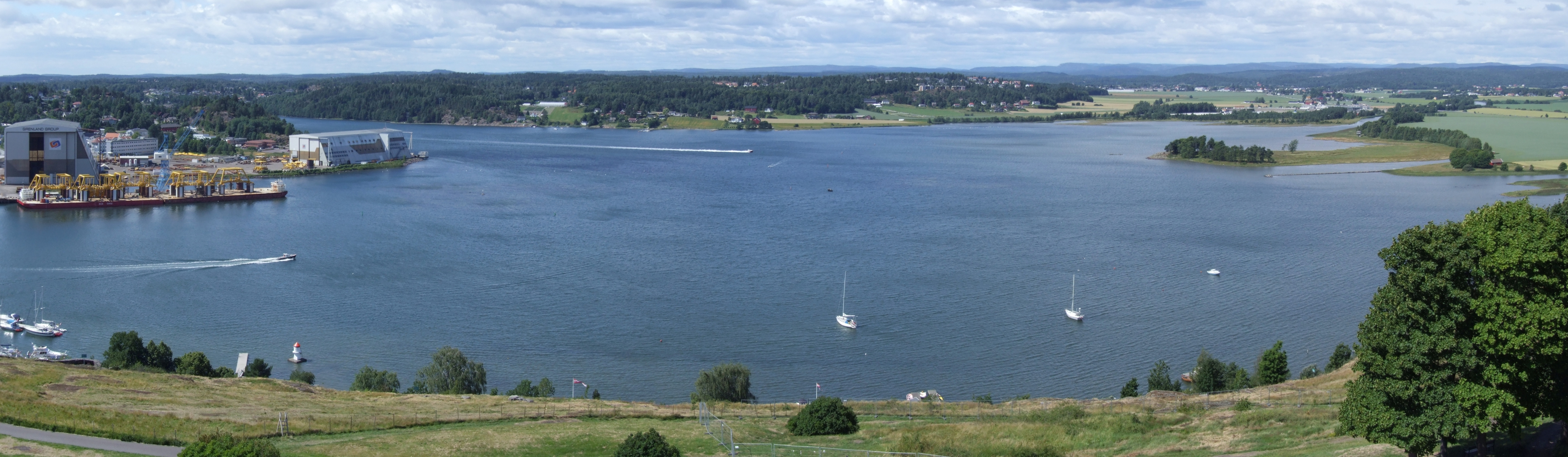
Ilene à droite et l'embouchure de la rivière Aulie en arrière-plan

Ilene est un delta classique et une zone d’eaux peu profondes dans la partie intérieure d’un fjord étroit, autour de l’embouchure de la rivière Aulielva. La région contient une mosaïque de vasières, de marais salés, de roselières, de ceintures de carex et de pinèdes dont le sol est couvert de bruyères.
Presterødkilen est une baie côtière peu profonde entourée de roselières. Les hauts fonds recouvrent des dépôts alluviaux et de l’argile marine postglaciaire et sont riches en algues, escargots, moules et autres invertébrés.

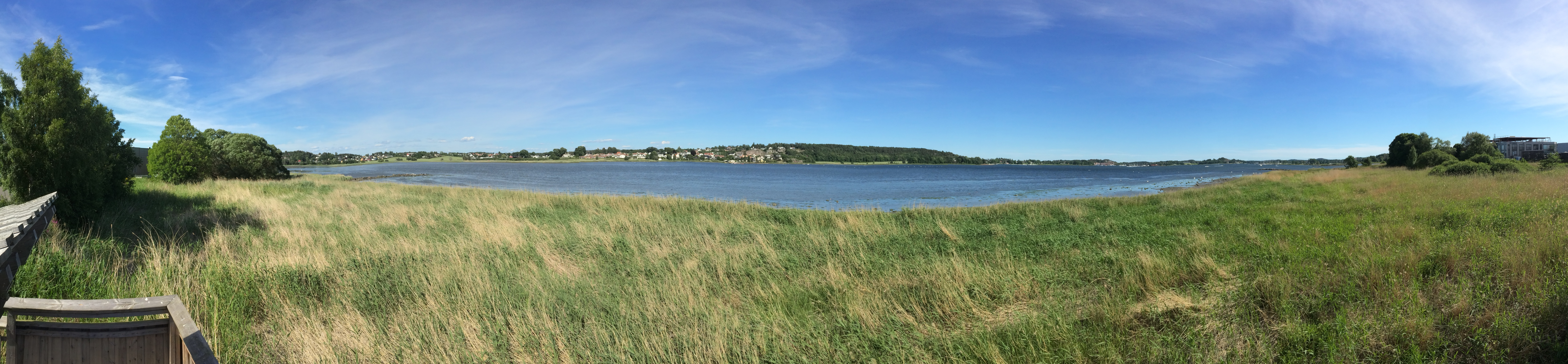
Le bras de fjord peu profond Presterødkilen

Les deux zones sont exposées à une faible marée et sont des sites de nourrissage importants pour les canards et les échassiers. Dans les espaces couverts en permanence par l’eau poussent la Zostère marine et l'Ulva intestinalis. Au total, 240 espèces d’oiseaux et 200 espèces de plantes ont été répertoriées dans le site. C’est aussi un lieu d’hivernage et de reproduction important pour les oiseaux, notamment plusieurs espèces menacées sur le plan national. Le site est une trappe à sédiments et offre un habitat à la truite commune Salmo trutta. Ilene est considéré comme étant l’un des meilleurs sites d’observation des oiseaux dans le comté et l’on y trouve un centre d’information et une tour d’observation des oiseaux. Un sentier traverse le site pour aider à canaliser les visiteurs et à réduire les perturbations.

## Galerie

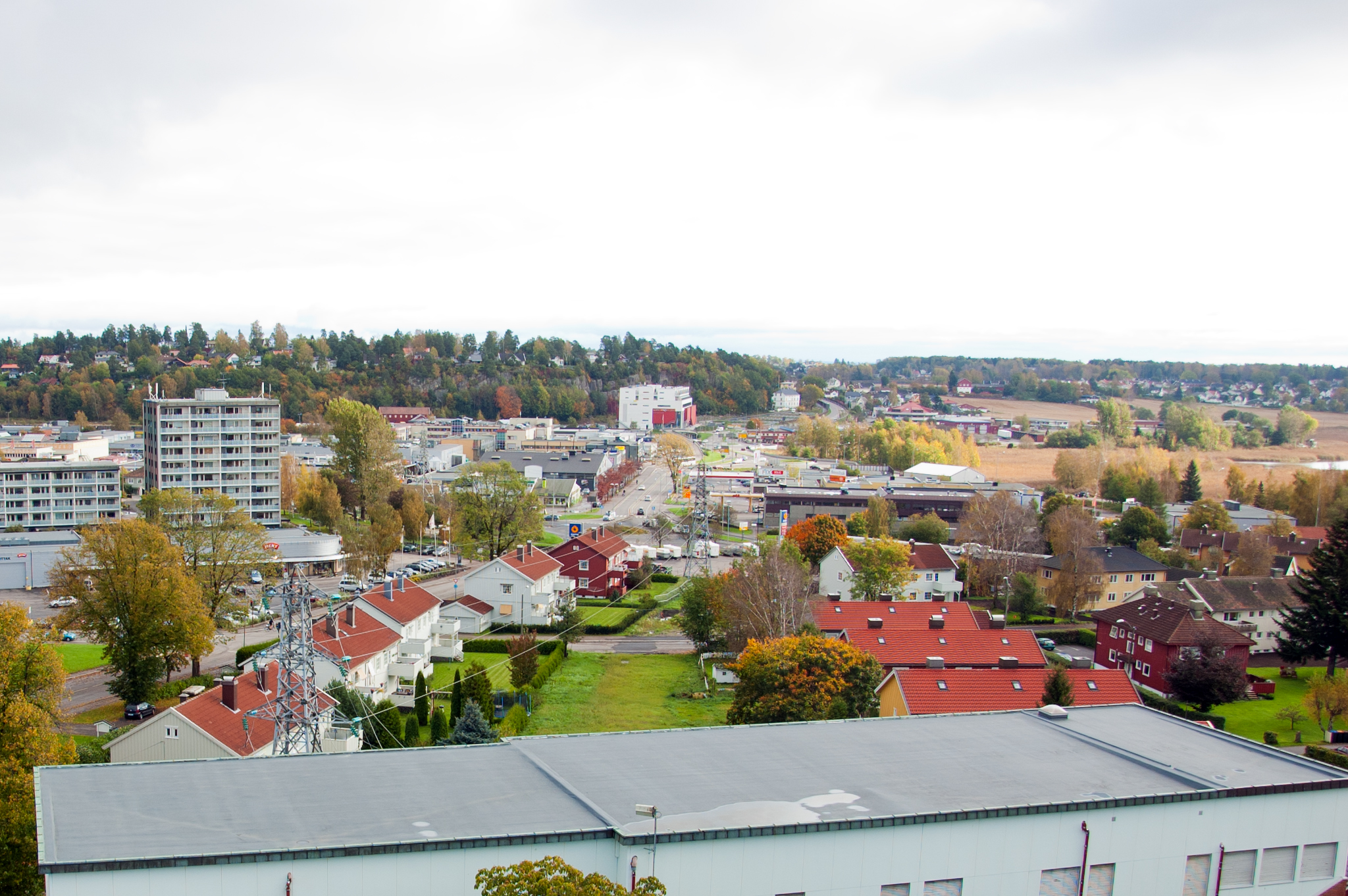
La partie nord de la réserve naturelle est visible à droite au milieu de l'image, jusqu'à la circulation et les bâtiments.
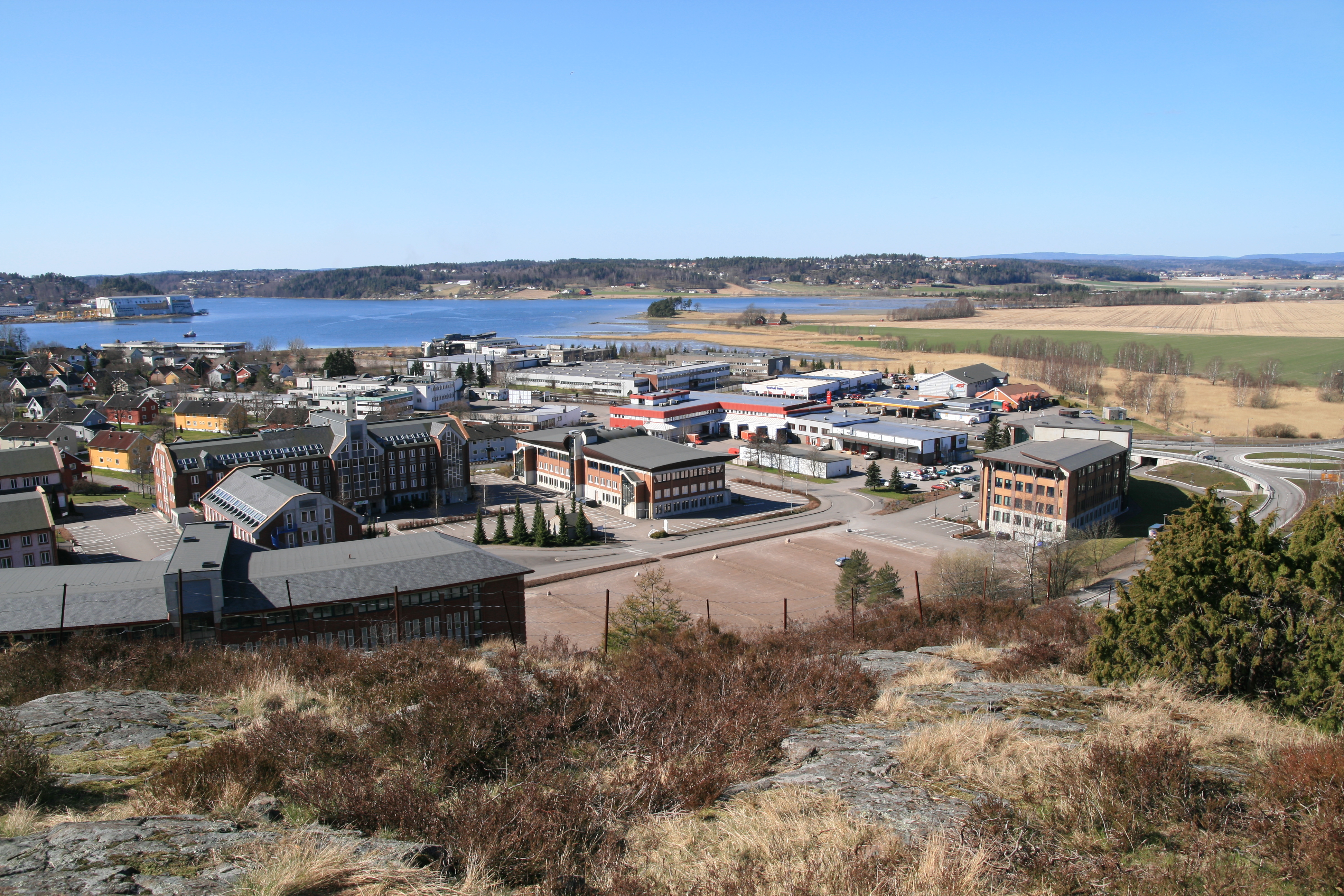
Le développement de logements en bois au nord de Slottsfjellet est vu au milieu de l'image et les derniers vestiges de l'industrie sont visibles à l'extrémité de Kaldneset en haut à gauche de l'image.